# Космос-2351
Космос-2351 је један од преко 2400 совјетских вјештачких сателита лансираних у оквиру програма Космос.
Космос-2351 је лансиран са космодрома Плесецк, Русија, 7. маја 1998. Ракета-носач Молнија је поставила сателит у орбиту око планете Земље. 